# Loup City
La ville de Loup City est le siège du comté de Sherman, dans l’État du Nebraska, aux États-Unis. Elle comptait 1 029 habitants lors du recensement de 2010.